# 华中科技大学同济医学院附属协和医院
华中科技大学同济医学院附属协和医院（英語：Wuhan Union Hospital of China），又名武汉协和医院，是一家集医疗、教学、科研于一体的综合医疗机构，是华中科技大学同济医学院的附属医院之一，湖北省首批三级甲等医院之一。作为教学机构时又称华中科技大学同济医学院第一临床学院。

## 历史
1866年9月8日，英国基督教新教伦敦会创办了汉口伦敦会医院，位于汉口后花楼街，伦敦会花楼总堂（花楼街与江汉路口）旁。后取“仁爱济世”之义，定名为汉口仁济医院，有病床15张。
1911年辛亥革命后，汉口仁济医院有病床60张，初步形成规模。
1926年，创办汉口仁济医院的英国基督教伦敦会和创办汉口普爱医院第二分院的英国基督教循道会决定将两所医院合并。
1928年4月，合并后的新医院定名为汉口协和医院（英文为Hankow Union Hospital），有病床135张，位于汉口西满路（今解放大道现址）。此为医院第一次合并。花楼总堂也在1931年迁往模范区云樵路，改名格非堂，原址后来建起了四明银行大楼。
1937年，医院有病床220张。
从1938年日军攻打武汉到1945年中国抗日战争胜利，医院在炮火中坚持开诊，但受损严重。
1949年，中国共产党正式接管武汉。此时，汉口协和医院有病床249张，成为当时武汉病床最多的西医医院，而抗战后新创办的武汉大学医学院附设医院则拥有病床221张，位居武汉第二。
1950年6月，在中南卫生部的安排下，汉口协和医院跟与其规模相近的武汉大学医学院附设医院（简称武大医院）合并，新医院定名为武大、协和合作医院，由中南卫生部管辖，并与武汉大学继续保持紧密联系。此为医院第二次合并。此次强强联合，奠定了医院成为华中地区一流医院的基础。
1954年10月，武大、协和合作医院彻底脱离武汉大学，正式更名为汉口协和医院，并成为中南同济医学院教学医院。
1955年，医院更名为中南同济医学院第一附属医院。同年8月，中南同济医学院更名为武汉医学院，医院则更名为武汉医学院第一附属医院。
1985年5月，医院更名为武汉医学院附属协和医院，又称武汉协和医院。同年7月，武汉医学院更名为同济医科大学，医院则更名为同济医科大学附属协和医院，并继续使用武汉协和医院名称。
1993年，医院被卫生部评定为湖北省首批三级甲等医院之一。
2000年，同济医科大学与华中理工大学、武汉城市建设学院、科技部干部管理学院合并为华中科技大学。医院则更名为华中科技大学同济医学院附属协和医院，继续沿用武汉协和医院名称。

## 现状
目前，武汉协和医院由本部、西院区、肿瘤中心和金银湖国际医院（在建）组成。其中本部的占地面积达135亩，有新门诊大楼（24层）、外科病房大楼（34层）、内科楼（14层）、内科2病区及教学楼（22层）、和干部病房大楼（14层）等建筑。医院学科齐全，设有57个临床医技科室，病床累计3000张，有完备的先进医疗仪器设备。医院承担华中科技大学同济医学院的部分临床教学任务，并设有临床医学博士后科研流动站。
医院目前有编制床位5000张，年门急诊量570.3万人次、住院量22.7万人次，手术量12.1万台次，主要医疗指标稳居国内前列。其中心脏移植连续5年领跑全国，心肺联合移植术、心脏移植术、连体婴儿分离术、骨髓移植、腔镜下巨结肠切除术、细胞治疗等居国内领先水平。医院现有职工8000余人，其中，高级职称600余人，享受国务院政府津贴专家96人，双聘院士5人、国家杰出青年基金获得者7人、教育部“长江学者”8人（含青年长江3人）、国家“百千万人才工程”3人、国家万人计划领军人才2人、卫生部有突出贡献中青年专家12人、青年千人3人，博导204人、硕导568人。拥有10个国家重点（培育）学科和25个国家临床重点专科，15个专科挂靠湖北省质控中心，形成具有广泛影响的优势学科群。配置PET-MR、PET-CT、达芬奇机器人、射波刀等高端医疗设备，率先将混合现实信息技术、人工生物角膜等应用于临床手术实践。此外，医院拥有教育部重点实验室1个、卫生部重点实验室1个、省级重点实验室2个。连续5年中标国家自然基金数100余项，居国内医疗机构前三。4项成果获国家科技进步二等奖。近年来，医院加大国际化进程，与德、英、美、日等20 多个国家和地区建立了广泛的交流协作关系。
医院实力较强的学科有：内科学（心血管病、血液病、呼吸系病、消化系病、传染病）、外科学（普通外科、骨外科、胸心外科、神经外科、泌尿外科）、妇产科学、耳鼻咽喉科学、影像医学等。
尤其值得一提的是，武汉协和医院的心脏移植连续5年领跑全国，心肺联合移植术、心脏移植术、联体婴儿分离术、骨髓移植、腔镜下巨结肠切除术、“一站式”冠心病杂交手术居国内领先水平。

## 地理位置
武汉协和医院位于湖北省武汉市汉口解放大道1277号，附近有华中科技大学同济医学院、武汉同济医院、中山公园、武汉世界贸易大厦、武汉广场购物中心、武汉国际广场、武汉新世界百货中心店、武汉国际会展中心、武汉新华路体育场等。医院距离华中科技大学本部很远。